# Parque nacional del mar de Frisia de Baja Sajonia
El parque nacional del mar de Frisia de Baja Sajonia (en alemán, Nationalpark Niedersächsisches Wattenmeer) es un parque nacional en el Estado federado alemán de Baja Sajonia. Fue creado el 1 de enero de 1986. Junto con el parque nacional del mar de Frisia de Schleswig-Holstein, el parque nacional del mar de Frisia hamburgués y aquellas partes del estuario del Elba que no son reservas naturales, forma la parte alemana del mar de Frisia. Desde la Convención de Ramsar de 1971, lo que hoy son las regiones del parque nacional y la bahía de Dollart han sido protegidos como "humedales de importancia internacional". Además de ser una reserva de la biosfera, junto con otras zonas del mar de Frisia de Alemania y los Países Bajos, es un lugar Patrimonio de la Humanidad desde el 26 de junio de 2009. 

## Parque nacional
Abarca las islas Frisias orientales, llanuras de marea y marismas de agua salobre entre la bahía de Dollart en la frontera con los Países Bajos en el oeste y Cuxhaven llegando hasta el canal de embarque del Elba exterior en el este. El parque nacional tiene una superficie de alrededor de 345.800 hectáreas. La organización del parque nacional se encuentra en Wilhelmshaven. 

## Reserva de la biosfera
Desde el año 1992, el parque nacional ha sido designado reserva de la biosfera por la Unesco con el nombre de mar de Frisia de Baja Sajonia. Los límites externos se encuentran en 53°37′N 6°35′E / 53.617, 6.583 y 53°55′N 8°41′E / 53.917, 8.683 Tiene una altitud que va desde los 10 metros bajo el nivel del mar hasta los 24,5 metros por encima del nivel del mar. Tiene una extensión de 240.000 hectáreas. La zona núcleo tiene 130.000 hectáreas, la zona tampón tiene 108.000 hectáreas y la zona de transición 2.000 hectáreas. El principal ecosistema es costero marítimo templado. Los principales hábitats son llanuras de marea de arena y lodosas bajo condiciones naturales, con microalgas bentónicas, principalmente diatomeas; islas de barrera con dunas arenosas con Agropyron junceum, dunas secundarias con Elymus arenarius, barrón y dunas terciarias con ejemplares de espinos cervales de mar, sauces y brezos calluna; marismas salobres con especies características como Puccinellia maritima, Sueda maritima o llantén marítimo. En algunas zonas humanizadas hay pastos para una cabaña de ovejas, vacas y caballos.

## Películas
- Im Nationalpark Wattenmeer. Documental, 45 min., Alemania, 1998, de Jens-Uwe Heins y Michael Sutor; producción: Komplett-Media-GmbH, Grünwald (ISBN 3-89672-492-4)